# Bystřice (přítok Svratky)
Bystřice je pravostranný přítok řeky Svratky v okrese Žďár nad Sázavou v Kraji Vysočina. Délka toku činí 26,2 km. Plocha povodí měří 62,1 km².

## Průběh toku

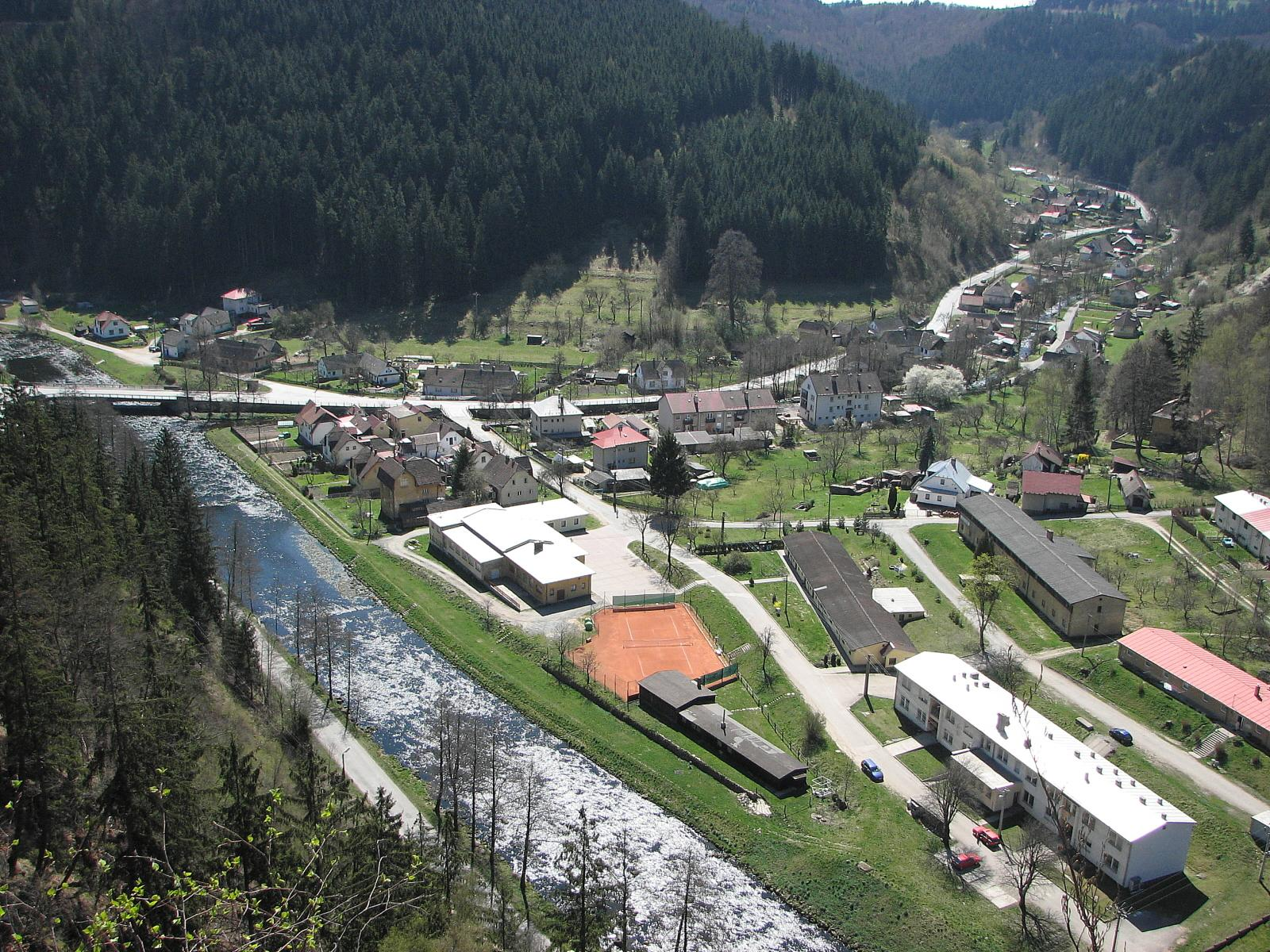
Pohled na obec Vír a ústí Bystřice do Svratky

Říčka pramení v lesích jižně od Koníkova v nadmořské výšce okolo 705 m. Na horním toku teče převážně jihovýchodním směrem. Pod ústím Vojtěchovského potoka opouští les a krátce směřuje na jih. Mezi Vojtěchovem a Bohuňovem napájí spolu se Skalským potokem Skalský rybník. Od hráze rybníka proudí dále na jihovýchod. Jižně od Bohuňova zadržuje vody potoka rozlehlý Domanínský rybník (20 ha), který je využíván především k rekreaci. Zhruba mezi desátým a dvanáctým říčním kilometrem protéká Bystřice stejnojmenným městem. V tomto úseku teče východním směrem. Východně od Bystřice nad Pernštejnem, mezi Dvořištěm a Lesoňovicemi, se údolí říčky výrazně prohlubuje a její tok se obrací velkými oblouky na sever. Zde se nad levým břehem nachází zřícenina hradu Aueršperk, kterou říčka obtéká ze tří stran. Na dolním toku protéká převážně zalesněným územím. Údolím je vedena silnice II/388 spojující Bystřici nad Pernštejnem s obcí Vír. Zde se Bystřice vlévá do řeky Svratky (zhruba 1 km pod VD Vír I), na 107,1 říčním kilometru, v nadmořské výšce 390 m.

### Větší přítoky
Největším přítokem Bystřice je Domanínský potok (hčp 4-15-01-0390), jehož délka činí 4,7 km. Plocha povodí měří 7,1 km².
- Vojtěchovský potok, zprava, ř. km 22,9
- Lísecký potok, zleva, ř. km 22,5
- Skalský potok, zleva, ř. km 20,8
- Bohuňovský potok, zleva, ř. km 18,3
- Domanínský potok, zleva, ř. km 13,9
- Věchnovský potok, zprava, ř. km 11,1
- Ždánický potok, zleva, ř. km 10,6
- Končinský potok, zleva, ř. km 3,0

## Vodní režim
Průměrný průtok Bystřice u ústí činí 0,33 m³/s.